# Handbal op de Pan-Amerikaanse Spelen 2011 – Mannen
Het handbaltoernooi voor mannen bij de Pan-Amerikaanse Spelen 2011 begon op zondag 16 oktober en eindigde op maandag 24 oktober 2011. Winnaar Argentinië plaatste zich rechtstreeks voor de Olympische Zomerspelen 2012 in Londen. Brazilië en Chili, respectievelijk de nummers twee en drie, werden doorverwezen naar het olympisch kwalificatietoernooi.

## Voorronde

### Groep A

#### Wedstrijden
| 16 oktober 2011 13:00 | Brazilië | 46 – 17 | Canada | Gimnasio San Rafael, Guadalajara Scheidsrechters: Prieto, Gonzalez (URU) |
| 16 oktober 2011 13:00 | (19–7)   |         |        | Gimnasio San Rafael, Guadalajara Scheidsrechters: Prieto, Gonzalez (URU) |
| 16 oktober 2011 13:00 |          |         |        | Gimnasio San Rafael, Guadalajara Scheidsrechters: Prieto, Gonzalez (URU) |

| 16 oktober 2011 15:00 | Chili   | 37 – 28 | Venezuela | Gimnasio San Rafael, Guadalajara Scheidsrechters: Perez, Guzman (PUR) |
| 16 oktober 2011 15:00 | (19–12) |         |           | Gimnasio San Rafael, Guadalajara Scheidsrechters: Perez, Guzman (PUR) |
| 16 oktober 2011 15:00 |         |         |           | Gimnasio San Rafael, Guadalajara Scheidsrechters: Perez, Guzman (PUR) |

| 18 oktober 2011 13:00 | Chili   | 42 – 25 | Canada | Gimnasio San Rafael, Guadalajara Scheidsrechters: Prieto, Gonzalez (URU) |
| 18 oktober 2011 13:00 | (19–11) |         |        | Gimnasio San Rafael, Guadalajara Scheidsrechters: Prieto, Gonzalez (URU) |
| 18 oktober 2011 13:00 |         |         |        | Gimnasio San Rafael, Guadalajara Scheidsrechters: Prieto, Gonzalez (URU) |

| 18 oktober 2011 20:00 | Brazilië | 37 – 15 | Venezuela | Gimnasio San Rafael, Guadalajara Scheidsrechters: Perez, Guzman (PUR) |
| 18 oktober 2011 20:00 | (19–8)   |         |           | Gimnasio San Rafael, Guadalajara Scheidsrechters: Perez, Guzman (PUR) |
| 18 oktober 2011 20:00 |          |         |           | Gimnasio San Rafael, Guadalajara Scheidsrechters: Perez, Guzman (PUR) |

| 20 oktober 2011 13:00 | Brazilië | 36 – 22 | Chili | Gimnasio San Rafael, Guadalajara Scheidsrechters: Prieto, Gonzalez (URU) |
| 20 oktober 2011 13:00 | (15–9)   |         |       | Gimnasio San Rafael, Guadalajara Scheidsrechters: Prieto, Gonzalez (URU) |
| 20 oktober 2011 13:00 |          |         |       | Gimnasio San Rafael, Guadalajara Scheidsrechters: Prieto, Gonzalez (URU) |

| 20 oktober 2011 15:00 | Venezuela | 25 – 28 | Canada | Gimnasio San Rafael, Guadalajara Scheidsrechters: De Souza, Paz (BRA) |
| 20 oktober 2011 15:00 | (10–12)   |         |        | Gimnasio San Rafael, Guadalajara Scheidsrechters: De Souza, Paz (BRA) |
| 20 oktober 2011 15:00 |           |         |        | Gimnasio San Rafael, Guadalajara Scheidsrechters: De Souza, Paz (BRA) |

#### Eindstand
| № | Land      | Wedstrijden | Wedstrijden | Wedstrijden | Wedstrijden | Doelpunten | Doelpunten | Doelpunten | Punten |
| - | --------- | ----------- | ----------- | ----------- | ----------- | ---------- | ---------- | ---------- | ------ |
| № | Land      | G           | W           | G           | V           | V          | T          | Saldo      | Punten |
| 1 | Brazilië  | 3           | 3           | 0           | 0           | 119        | 54         | +65        | 6      |
| 2 | Chili     | 3           | 2           | 0           | 1           | 101        | 89         | +12        | 4      |
| 3 | Canada    | 3           | 1           | 0           | 2           | 70         | 113        | –43        | 2      |
| 4 | Venezuela | 3           | 0           | 0           | 3           | 68         | 102        | –34        | 0      |

### Groep B

#### Wedstrijden
| 16 oktober 2011 18:00 | Verenigde Staten | 22 – 27 | Dominicaanse Republiek | Gimnasio San Rafael, Guadalajara Scheidsrechters: Martin, Pellerin (CAN) |
| 16 oktober 2011 18:00 | (11–11)          |         |                        | Gimnasio San Rafael, Guadalajara Scheidsrechters: Martin, Pellerin (CAN) |
| 16 oktober 2011 18:00 |                  |         |                        | Gimnasio San Rafael, Guadalajara Scheidsrechters: Martin, Pellerin (CAN) |

| 16 oktober 2011 20:00 | Argentinië | 31 – 16 | Mexico | Gimnasio San Rafael, Guadalajara Scheidsrechters: Sabroso, Raluy (ESP) |
| 16 oktober 2011 20:00 | (16–5)     |         |        | Gimnasio San Rafael, Guadalajara Scheidsrechters: Sabroso, Raluy (ESP) |
| 16 oktober 2011 20:00 |            |         |        | Gimnasio San Rafael, Guadalajara Scheidsrechters: Sabroso, Raluy (ESP) |

| 18 oktober 2011 15:00 | Verenigde Staten | 19 – 36 | Argentinië | Gimnasio San Rafael, Guadalajara Scheidsrechters: Martin, Pellerin (CAN) |
| 18 oktober 2011 15:00 | (9–12)           |         |            | Gimnasio San Rafael, Guadalajara Scheidsrechters: Martin, Pellerin (CAN) |
| 18 oktober 2011 15:00 |                  |         |            | Gimnasio San Rafael, Guadalajara Scheidsrechters: Martin, Pellerin (CAN) |

| 18 oktober 2011 18:00 | Dominicaanse Republiek | 30 – 29 | Mexico | Gimnasio San Rafael, Guadalajara Scheidsrechters: Sabroso, Raluy (ESP) |
| 18 oktober 2011 18:00 | (15–15)                |         |        | Gimnasio San Rafael, Guadalajara Scheidsrechters: Sabroso, Raluy (ESP) |
| 18 oktober 2011 18:00 |                        |         |        | Gimnasio San Rafael, Guadalajara Scheidsrechters: Sabroso, Raluy (ESP) |

| 20 oktober 2011 18:00 | Argentinië | 28 – 20 | Dominicaanse Republiek | Gimnasio San Rafael, Guadalajara Scheidsrechters: Sabroso, Raluy (ESP) |
| 20 oktober 2011 18:00 | (13–11)    |         |                        | Gimnasio San Rafael, Guadalajara Scheidsrechters: Sabroso, Raluy (ESP) |
| 20 oktober 2011 18:00 |            |         |                        | Gimnasio San Rafael, Guadalajara Scheidsrechters: Sabroso, Raluy (ESP) |

| 20 oktober 2011 20:00 | Mexico  | 33 – 32 | Verenigde Staten | Gimnasio San Rafael, Guadalajara Scheidsrechters: Minroe, Marina (ARG) |
| 20 oktober 2011 20:00 | (21–18) |         |                  | Gimnasio San Rafael, Guadalajara Scheidsrechters: Minroe, Marina (ARG) |
| 20 oktober 2011 20:00 |         |         |                  | Gimnasio San Rafael, Guadalajara Scheidsrechters: Minroe, Marina (ARG) |

#### Eindstand
| № | Land                   | Wedstrijden | Wedstrijden | Wedstrijden | Wedstrijden | Doelpunten | Doelpunten | Doelpunten | Punten |
| - | ---------------------- | ----------- | ----------- | ----------- | ----------- | ---------- | ---------- | ---------- | ------ |
| № | Land                   | G           | W           | G           | V           | V          | T          | Saldo      | Punten |
| 1 | Argentinië             | 3           | 3           | 0           | 0           | 95         | 55         | +40        | 6      |
| 2 | Dominicaanse Republiek | 3           | 2           | 0           | 1           | 77         | 79         | –2         | 4      |
| 3 | Mexico                 | 3           | 1           | 0           | 2           | 78         | 93         | –15        | 2      |
| 4 | Verenigde Staten       | 3           | 0           | 0           | 3           | 73         | 96         | –23        | 0      |

## Eindronde

### Plaatsingswedstrijden
| 22 oktober 2011 12:30 | Mexico  | 30 – 25 | Venezuela | Gimnasio San Rafael, Guadalajara Scheidsrechters: De Souza, Paz (BRA) |
| 22 oktober 2011 12:30 | (15–10) |         |           | Gimnasio San Rafael, Guadalajara Scheidsrechters: De Souza, Paz (BRA) |
| 22 oktober 2011 12:30 |         |         |           | Gimnasio San Rafael, Guadalajara Scheidsrechters: De Souza, Paz (BRA) |

| 22 oktober 2011 17:30 | Canada  | 26 – 25 | Verenigde Staten | Gimnasio San Rafael, Guadalajara Scheidsrechters: Perez, Guzman (PUR) |
| 22 oktober 2011 17:30 | (13–14) |         |                  | Gimnasio San Rafael, Guadalajara Scheidsrechters: Perez, Guzman (PUR) |
| 22 oktober 2011 17:30 |         |         |                  | Gimnasio San Rafael, Guadalajara Scheidsrechters: Perez, Guzman (PUR) |

### Halve finales
| 22 oktober 2011 10:00 | Brazilië | 41 – 17 | Dominicaanse Republiek | Gimnasio San Rafael, Guadalajara Scheidsrechters: Minroe, Marina (ARG) |
| 22 oktober 2011 10:00 | (18–8)   |         |                        | Gimnasio San Rafael, Guadalajara Scheidsrechters: Minroe, Marina (ARG) |
| 22 oktober 2011 10:00 |          |         |                        | Gimnasio San Rafael, Guadalajara Scheidsrechters: Minroe, Marina (ARG) |

| 22 oktober 2011 20:00 | Argentinië | 26 – 25 | Chili | Gimnasio San Rafael, Guadalajara Scheidsrechters: Pinto, Meneses (BRA) |
| 22 oktober 2011 20:00 | (15–10)    |         |       | Gimnasio San Rafael, Guadalajara Scheidsrechters: Pinto, Meneses (BRA) |
| 22 oktober 2011 20:00 |            |         |       | Gimnasio San Rafael, Guadalajara Scheidsrechters: Pinto, Meneses (BRA) |

### Om zevende plaats
| 24 oktober 2011 10:00 | Verenigde Staten | 39 – 35 | Venezuela | Gimnasio San Rafael, Guadalajara Scheidsrechters: Paz, De Souza (BRA) |
| 24 oktober 2011 10:00 | (18–16)          |         |           | Gimnasio San Rafael, Guadalajara Scheidsrechters: Paz, De Souza (BRA) |
| 24 oktober 2011 10:00 |                  |         |           | Gimnasio San Rafael, Guadalajara Scheidsrechters: Paz, De Souza (BRA) |

### Om vijfde plaats
| 24 oktober 2011 12:30 | Canada  | 26 – 23 | Mexico | Gimnasio San Rafael, Guadalajara Scheidsrechters: Gonzalez, Prieto (URU) |
| 24 oktober 2011 12:30 | (11–12) |         |        | Gimnasio San Rafael, Guadalajara Scheidsrechters: Gonzalez, Prieto (URU) |
| 24 oktober 2011 12:30 |         |         |        | Gimnasio San Rafael, Guadalajara Scheidsrechters: Gonzalez, Prieto (URU) |

### Troostfinale
| 24 oktober 2011 17:30 | Chili   | 27 – 24 | Dominicaanse Republiek | Gimnasio San Rafael, Guadalajara Scheidsrechters: Marina, Minore (ARG) |
| 24 oktober 2011 17:30 | (12–10) |         |                        | Gimnasio San Rafael, Guadalajara Scheidsrechters: Marina, Minore (ARG) |
| 24 oktober 2011 17:30 |         |         |                        | Gimnasio San Rafael, Guadalajara Scheidsrechters: Marina, Minore (ARG) |

### Finale
| 24 oktober 2011 20:00 | Brazilië           | 23– 26  | Argentinië             | Gimnasio San Rafael, Guadalajara Scheidsrechters: Raluy, Sabroso (ESP) |
| 24 oktober 2011 20:00 | Felipe Ribeiro (6) | (14–15) | Federico Fernández (6) | Gimnasio San Rafael, Guadalajara Scheidsrechters: Raluy, Sabroso (ESP) |
| 24 oktober 2011 20:00 |                    |         |                        | Gimnasio San Rafael, Guadalajara Scheidsrechters: Raluy, Sabroso (ESP) |

## Eindrangschikking
| Goud | Zilver | Brons | 4e plaats |
| Argentinië Gonzalo Carou Federico Fernández Fernando García Juan Fernández Andrés Kogovsek Damian Migueles Federico Pizarro Cristian Plati Pablo Portela Leonardo Querin Matías Schulz Diego Simonet Sebastián Simonet Juan Vidal Federico Vieyra | BraziliëLeonardo Bortolini Gustavo Cardoso Fabio Chiuffa Bruno De Santana Marcos Paulo Santos Thiagus dos Santos Jaqson Kojoroski Fernando Filho Gil Pires Felipe Ribeiro Renato Rui Maik Santos Ales Silva Henrique Teixeira Vinicius Teixeira | ChiliGuillermo Araya Felipe Barrientos Rodolfo Cornejo Rodrigo Díaz Emil Feuchtmann Erwin Feuchtmann Harald Feuchtmann Nicolas Jofre Patricio Martínez Felipe Maurin René Oliva Marco Oñeto Esteban Salinas Rodrigo Salinas Alfredo Valenzuela | Dominicaanse RepubliekJulio Almeida Franalbert Aybar Michael Bravet Domingo Caraballo Kelvin De Leon Leony De Leon Gerardo Díaz Elvin Fis Pablo Jacobo Rojas Dioris Mateo Conce Carlos Mirabal Luis San Late Juan Tapia Bido Erinson Tavarez Luis Taveras |

| 5e plaats | 6e plaats | 7e plaats | 8e plaats |
| Canada Zoran Basdar Douglas Bennett Alexis Bertrand Geoffroy Bessette Daniel Devlin Niklas Etter Sebastien Fyfe Sylvain Gaudet Maxime Godin Ryan Homsy Jonathan Leduc Sean Phillips Xavier Roesch Danny St-Laurent Mark Walder | Mexico Marcial Acuña Hector Aguirre Alejandro Almaraz Christian Bermudez Victor Bernal Emiliano Contreras Miguel Contreras José García Jorge Hurtado Moises Luna Adrian Romero Arturo Rosas José Sillas José Valenzuela Alan Villalobos | Verenigde Staten Mohamed Badr Daniel Caparelli Carsen Chun Martin Clemons Axelsson Adam Elzoghby Jordan Fithian Gary Hines Paul Key Daniel Kimmich Joseph Lamour Mark Ortega Hans Self Domagoj Srsen David Thompson Jr. Michael Williams | Venezuela Ali Barranco Enmanuel Godoy Jesus Guarecuco Víctor Lopez Arturo Martínez Jhonny Peñaloza Iván Pérez Eduardo Rodríguez Raúl Rodríguez Drubil Silva Christofer Timaure Ronal Timaure Emilio Tovar Juan Villalobos Kelwing Zambrano |